# Crataegus nigra
Crataegus nigra — вид рослин із родини трояндових (Rosaceae).

## Біоморфологічна характеристика
Це листопадний кущ чи дерево, до 6 метрів у висоту. Плоди чорні, кулясті, до 12 мм у діаметрі; у центрі плоду до 5 досить великих насінин.

## Середовище проживання
Росте у Хорватії, Угорщині, Сербії; можливо вимер у Румунії й Словаччині. зустрічається в алювіальних лісах, узліссях і чагарниках. Зустрічається спорадично в закритих насадженнях, хоча там не процвітає. Тривалість покоління цього виду оцінюється в 30–50 років.

## Загрози
Індустріалізація, вирубка лісів, грубі методи ведення лісового господарства, заліснення чужорідними видами, перенаселення дичини, інтрогресивна гібридизація, ерозія генофонду та очищення чагарників, гібридизація з Crataegus monogyna; додатковою загрозою є зниження рівня ґрунтових вод. Вид суворо охороняється в Угорщині (має статус EN). Вид зустрічається на кількох заповідних територіях у межах свого ареалу, включаючи транскордонний парк Беда-Карапанча / Карапанджа, водно-болотні угіддя Бегечка Яма та Рамсарське угіддя Горнє Подунавле.

## Використання

#### як їжа
Плоди вживають сирими чи приготовленими, їх також можна висушити. М'якуш м'який.

#### як ліки
Crataegus nigra вважається лікарською та ароматичною рослиною.

#### інше
Цей вид висаджують уздовж водотоків для ремонту насипів.